# Слепцов, Николай Павлович
Никола́й Па́влович Слепцо́в (6 [18] декабря 1815 — 10 [22] декабря 1851) — генерал-майор (10.09.1850) русской императорской армии, герой Кавказской войны.

## Биография
Родился в родовом имении Саратовской губернии. Происходил из древнего дворянского рода. Получив первоначальное домашнее образование, в 10 лет был отправлен в Ярославль, — в пансион при Демидовском высших наук училище, в котором с 1821 года учился его старший брат, Пётр (1807—1872). К этому времени в семье родился младший брат, Александр (1822—1886). Из Ярославля прибыл в Санкт-Петербург и поступил 4 июля 1828 года в Горный Институт, где проучился до 1834 года.

В течение нескольких лет просил отца о переводе его в Школу гвардейских подпрапорщиков и кавалерийских юнкеров и, получив его согласие, 26 мая 1834 года, написал: 

Батюшка! Я очарован истинным назначением военного звания, я ставлю его выше всех других понятий. Все мои желания, все усилия стремятся к тому, чтоб вступить на это высокое, славное поприще и быть его достойным. Я просил, умолял вас, так сказать, вырвал у вас согласие, и теперь у меня нет и не должно быть ни другой мысли, ни других забот, кроме тех, чтобы заботиться о ваших радостях и оправдать доброе участие родных. Вы решились — и для меня нет препятствий! Предо мной обширное поле к блаженству. Теперь я забываю превратность судьбы; мне кажется, что я счастлив навсегда, навеки; по крайней мере, в эти минуты — совершенно!". 
16 сентября 1834 года поступил в Школу гвардейских подпрапорщиков и кавалерийских юнкеров. Окончил школу в 1836 году и 1 января 1837 был зачислен в лейб-гвардии Литовский полк с производством в прапорщики. В 1840 году по собственному желанию перевёлся в Нижегородский драгунский полк — на Кавказ. За отличие, оказанное им в экспедиции против горцев 30 июня 1841 года он был награждён первым орденом — Св. Станислава 3-й степени.
В 1842 году назначен адъютантом к начальнику штаба Отдельного Кавказского корпуса. Когда в конце того же года генерал Клюки-фон-Клугенау пошёл на выручку подполковника Пассека, выдерживавшего более месяца осаду в укреплении Зирани, Слепцов отправился охотником в отряде фон Клугенау, получив от него командование 1-м батальоном Апшеронского полка. При выступлении гарнизона из укрепления, лишь только русский отряд вошёл в Ирганайское ущелье, на него с обеих сторон полетели пули и камни. Необходимо было сбить неприятеля с высот, чтобы очистить путь войскам. Левые высоты взялся очистить Пассек, а правые — Слепцов. С шашкой в руке, впереди всех, взбирался он на крутую скалу, до 300 м высоты и, несмотря на целый град пуль, сыпавшихся сверху, успел невредимым добраться до позиций горцев и оттеснить их оттуда. За отличие, оказанное им в этом сражении, Слепцов был произведён в майоры (20 сентября 1844 года) с назначением состоять по кавалерии и при Кавказском линейном казачьем войске.
В 1844 году он принимал участие в экспедиции, предпринятой под начальством командира Отдельного Кавказского корпуса генерал-адъютанта Нейдгардта, а 19 января 1845 года назначен командиром 1-го Сунженского линейного казачьего полка с оставлением по кавалерии. Первое время после сформирования полка и заложения станиц на реке Сунже (Сунженская линия) Слепцов не знал ни минуты покоя, так как чеченцы беспрестанно делали набеги на новую линию; но мало-помалу ему удалось очистить от неприятеля всю Малую Чечню и покорить племена Галашковское, Карабулакское и Армтинское, отняв таким образом у врага не только самые плодородные земли, но и лучший боевой элемент. «Каждый удар Слепцова, — пишет один из его биографов, — попадал прямо в цель и колебал власть Шамиля и веру в его могущество».
В 1845 году Слепцов действовал с Назрановским отрядом в Малой Чечне под начальством генерал-майора Нестерова и за штурм аула Шаудень-Шари (5 июня) был произведён в подполковники (3 января 1846). Когда в следующем 1846 году Шамиль после долговременного бездействия переправился в ночь с 15 на 16 апреля со значительными силами через Сунжу и двинулся по направлению Большой Кабарды, думая этим вызвать общее восстание горцев Кабарды и Кубани, но Слепцов неожиданным нападением заставил его отступить. 4 мая 1847 года Слепцов одержал победу над чеченцами на берегах реки Ассы, за что 25 мая был произведён в полковники и награждён золотой саблей с надписью «За храбрость». Чеченцы регулярно тревожили территории откуда были оттеснены Слепцовым, делая набеги на Сунженскую линию. 19 января 1850 года награждён орденом св. Георгия 4-й степени (№ 8340 по списку Григоровича — Степанова).
В 1850 году Слепцов также провёл несколько удачных действий против горцев, в том числе 22 августа уничтожил укрепленную неприятельскую линию, состоявшую из сильных окопов и завалов. Линия эта была устроена Шамилем в Большой Чечне для предупреждения внезапного нападения русских на тогдашнее его убежище Ведень и на устройство её Шамилем было потрачено много времени и труда. Был целый ряд неудачных попыток русских войск взять эту линию. Хотя окоп этот находился вне круга Сунженской линии, тем не менее Слепцову при личном свидании с главнокомандующим князем Воронцовым удалось получить после долгих просьб разрешение попытаться взять его. Ему удалось обмануть горцев, выставленных Шамилем в числе трёх тысяч для защиты окопа; он не дал им затем собраться с силами и разбил их, потеряв всего трёх казаков. За это дело он был произведён в генерал-майоры, с оставлением начальником Верхне-Сунженской линии.
Последним сражением Слепцова был бой на берегу реки Гехи 10 декабря 1851 года. Бросившись с двумя сотнями казаков на неприятеля, он очутился перед огромными завалами, за которыми скрывшийся неприятель открыл сильный огонь. Тогда Слепцов приказал двинуть вперёд пехоту, и в то время, как последняя быстро стала оттеснять горцев, вражеская пуля поразила его прямо в грудь. Смертельно раненый, он умер через полчаса.

Между офицерами шел оживленный разговор о последней новости, смерти генерала Слепцова. В этой смерти никто не видел того важнейшего в этой жизни момента — окончания её и возвращения к тому источнику, из которого она вышла, а виделось только молодечество лихого офицера, бросившегося с шашкой на горцев и отчаянно рубившего их.— Л. Н. Толстой. «Хаджи-Мурат»
Современники отмечали, что при всей своей храбрости генерал совершенно не переносил пауков.

## Военные чины
- Унтер-офицер (16.09.1834)[7]
- Подпрапорщик (20.05.1836)
- Прапорщик (01.01.1837)
- Подпоручик (28.01.1838)
- Штабс-капитан (16.06.1840)
- Капитан (16.05.1842)
- Майор (20.09.1844)
- Подполковник (03.01.1846)
- Полковник (25.05.1847)
- Генерал-майор (10.09.1850)

## Награды
- Орден Святого Станислава 3-й степени (30.06.1841)[7]
- Орден Святой Анны 3-й степени (13.07.1844)
- Орден Святого Владимира 4-й степени с бантом (12.08.1845)
- Орден Святой Анны 2-й степени (12.09.1846)
- Золотая сабля с надписью «За храбрость» (25.05.1847)
- Орден Святого Владимира 3-й степени (05.09.1849)
- Орден Святого Георгия 4-й степени (19.01.1850)
- Орден Святого Станислава 1-й степени (17.07.1851)

## Память
Согласно приказу военного министра от 29 декабря 1851 года, в память Н. Н. Слепцова, «образовавшего Сунженский полк и постоянно водившего его к победе», станица Сунженская была переименована в Слепцовскую, в ней был сооружён памятник генералу (не сохранился). Приказом от 28 мая 1852 года имя Слепцова было внесено на чёрную мраморную доску, находящуюся в церкви Школы гвардейских подпрапорщиков и юнкеров.
В Пензе есть кадетский корпус им. Н. П. Слепцова. В феврале 2014 года на территории пензенской кадетской школы был открыт памятник генералу Николаю Слепцову. Имя Слепцова носит улица в селе Долгоруково Сердобского района Пензенской области.
В коттеджном посёлке Дон в селе Ямное Рамонского района Воронежской области есть улица Генерала Слепцова. Именем Генерала Слепцова также названа улица в Пятигорске.